# NLAW
NLAW — шведсько-британський протитанковий комплекс малої дальності. Це ручний одноразовий протитанковий засіб, ракета якого має інерційну систему наведення. Інерціальний блок отримує дані про кутову швидкість цілі, коли оператор веде ціль у прицілі при підготовці до пуску. Перед пуском оператор обирає режим польоту ракети: контактний підрив від прямого влучання в ціль, або удар згори, коли ракета пролітає над ціллю і активується оптично-магнітним підривачем.
Комплекс розроблений компанією SAAB (Швеція). Має дальність стрільби до 800 м, вага — 12,5 кг. Час, для активації системи й відкриття вогню, становить 2—3 с. Споді́ваний час перебування на озброєнні до 2030 року.
2017 року SAAB уклала контракт про постачання NLAW швейцарським сухопутним військам на суму 120 млн дол. США. Крім того, NLAW  закупили Фінляндія, Люксембург, Велика Британія, планують закупити Індонезія та Саудівська Аравія.
У січні 2022 року, під час підготовки Росії до вторгнення в Україну, Велика Британія надала понад 1000 одиниць NLAW Україні.

## Історія
Система створена в рамках проєкту Міністерства оборони Великої Британії  (англ. Main Battle Tank and Light Anti-tank Weapon, MBT LAW). Вона мала замінити застарілі гранатомети LAW 80 і FFV AT 4.
Програма NLAW передбачала створення сучасної зброї для ефективного застосування в реалістичних сценаріях. Основним завданням нового комплексу мало бути знищення бронетехніки у ближньому бою. Додатковим завданням мало стати знищення укріплень (бункери тощо). Зброя також мала бути придатна до пуску з малих приміщень, притаманних для війни в міських умовах.
Новий комплекс мав надійти на озброєння піхоти й бути доповнений озброєнням з більшою ефективною відстанню враження (до 2—3 км).
Перші два контракти про створення демонстраторів уклали в січні 2001 року.
Одним з представлених варіантів став гранатомет FGM-172 SRAW. Проте переможцем оголосили пропозицію шведської компанії Saab Bofors Dynamics (Celsius), і в червні 2002 року підписали меморандум, а також погодили контракти про виробництво нової системи.
У виробництві складових частин NLAW залучено понад 14 британських компаній, остаточне збирання виконує Thales Air Defence.
Під час створення нової системи використали напрацювання (сенсори, система керування ракетою тощо) від попередніх розробок, зокрема ракети BILL 2.
У 2009 році NLAW взяла на озброєння Британська армія, розпочато його серійне виробництво.
Компанія «Saab» у 2015 році оголосила про оновлення програмного забезпечення системи керування ракет, завдяки якому ефективна дальність ураження нерухомих цілей зросла до 800 м.
У січні 2022 року Велика Британія передала Україні більш як 1000 гранатометів NLAW.

## Схема роботи

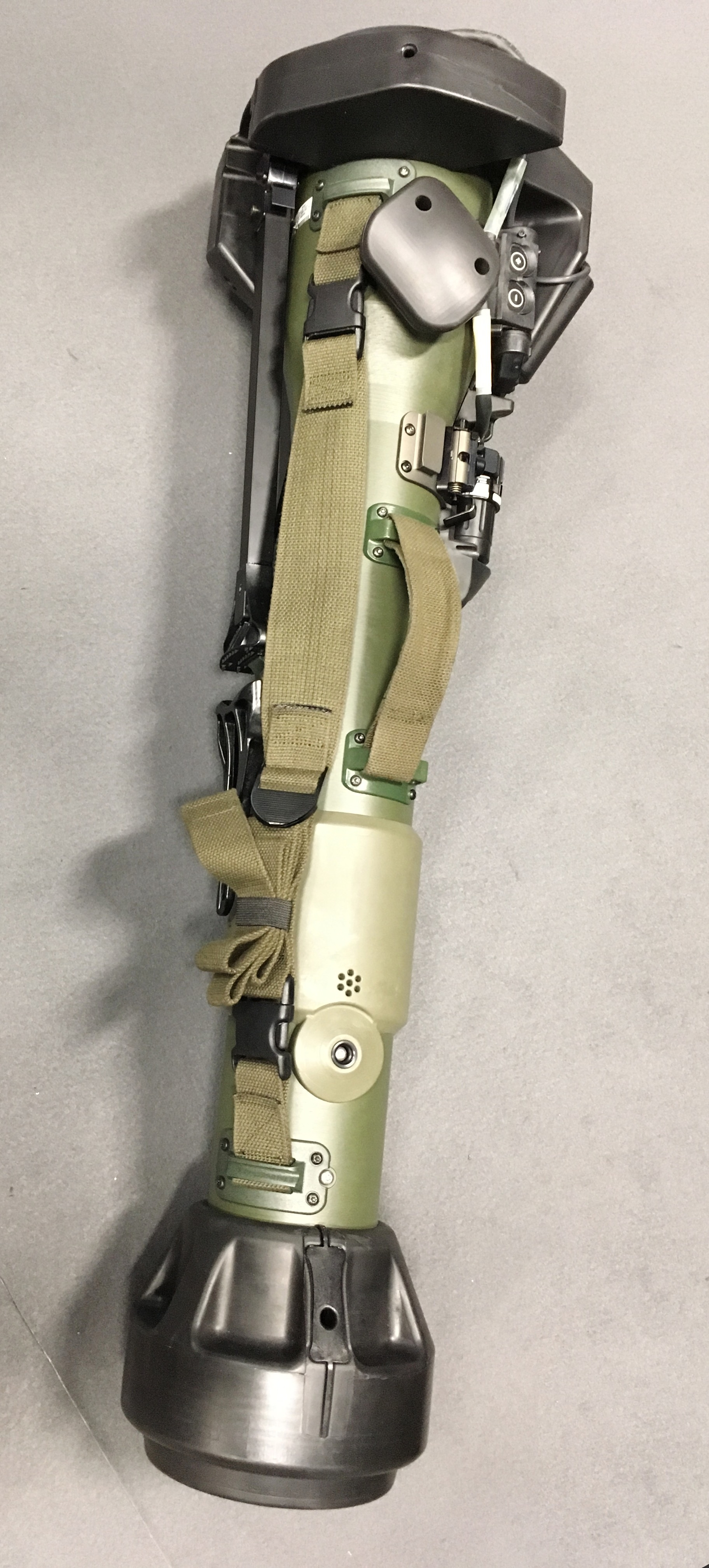
NLAW

Ракета має інерційну систему наведення з упередженням за лінією візування (англ. Predicted Line of Sight, PLOS). Тобто для ураження рухомої цілі, після активації системи наведення стрілець має протягом 2—3 секунд вести ціль у прицілі. За цей час система наведення визначає кутову швидкість цілі та обчислює траєкторію польоту ракети. Стрільцеві не потрібно визначати відстань до цілі, робити будь-які поправки на вітер, тощо. Під час польоту інерціальний блок ракети робить необхідні поправки, коригуючи напрям руху.
Таким чином, після виконання пострілу стрілець може залишити пускову установку (трубу з прицілом), оскільки ракета не потребує жодних додаткових інструкцій під час польоту (так званий принцип «вистрілив-забув»). За потреби з використаної пускової труби можна знімати приціл.
Також пускова труба має кріплення для встановлення будь-яких тепловізійних прицілів або прицілів нічного бачення.
Система наведення має два режими: згори (англ. overfly top attack, OTA) для ураження танків, та контактний підрив (англ. direct attack, DA) для ураження легкоброньованої, неброньованої техніки та укріплень.
Система пуску NLAW працює двома етапами: на першому вибивний заряд викидає ракету з пускової труби, а після подолання кількох метрів, на безпечній для стрільця відстані, запускається маршовий твердопаливний ракетний двигун. Завдяки цьому пуск можна виконувати зсередини приміщень, укриттів тощо. Також є можливість здійснювати постріл без попереднього налаштування системи наведення для економії часу.
Ракета має діаметр 150 мм, кумулятивна бойова частина має калібр 102 мм, вона розташована під кутом 90°. Гарантоване бронепробиття кумулятивною частиною — до 500 мм катаної гомогенної броні. Кумулятивний заряд активується комбінованим оптично-магнітним датчиком. Датчик налаштований на виявлення типових зразків бронетехніки, здатен виявляти техніку, виготовлену зі сплавів алюмінію.
Бойова частина має механізм самознищення, що спрацьовує через 5,6 секунди після пуску. За цей час ракета долає близько 1000 метрів.

## Тактико-технічні характеристики
- Маса: 12.4 кг
- Довжина: 1.016 м
- Калібр: 150 мм (ракети)/102 мм (кумулятивна бойова частина)
- Швидкість ракети:
  - Початкова: 40 м/с
  - Найбільша: 200 м/с (0.7 махів)
- Дальність:[17]
  - Мінімальна: 20 м
  - Ефективна максимальна: 600 м
  - Максимальна проти нерухомих цілей: 800 м
- Бронепробиття: >500 мм
- Система наведення: упередження за лінією візування/інерційна
- Приціл: Trijicon TA41 NLAW 2,5×20
- Боєголовка: комбінована для атаки з гори та контактна
- Вартість: близько £20 000 (2008)[18]
- Діапазон робочих температур: -38 … +63 °C[17]

## Бойове застосування

### Російсько-українська війна

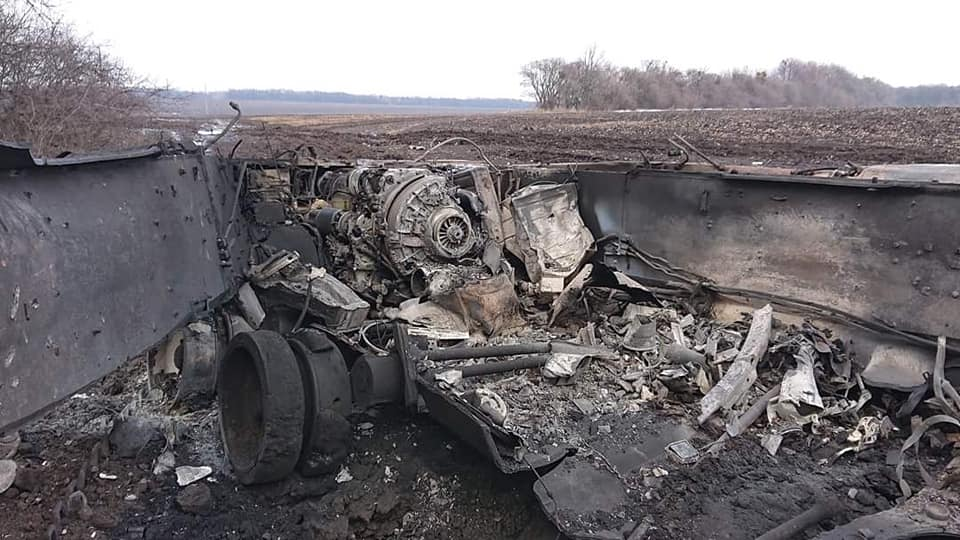
Знищений піхотинцями 93 ОМБр «Холодний Яр» із NLAW російський Т-80, березень 2022 року

Українські захисники активно використовували отримані комплекси NLAW для знищення ворожої техніки.

## Оператори

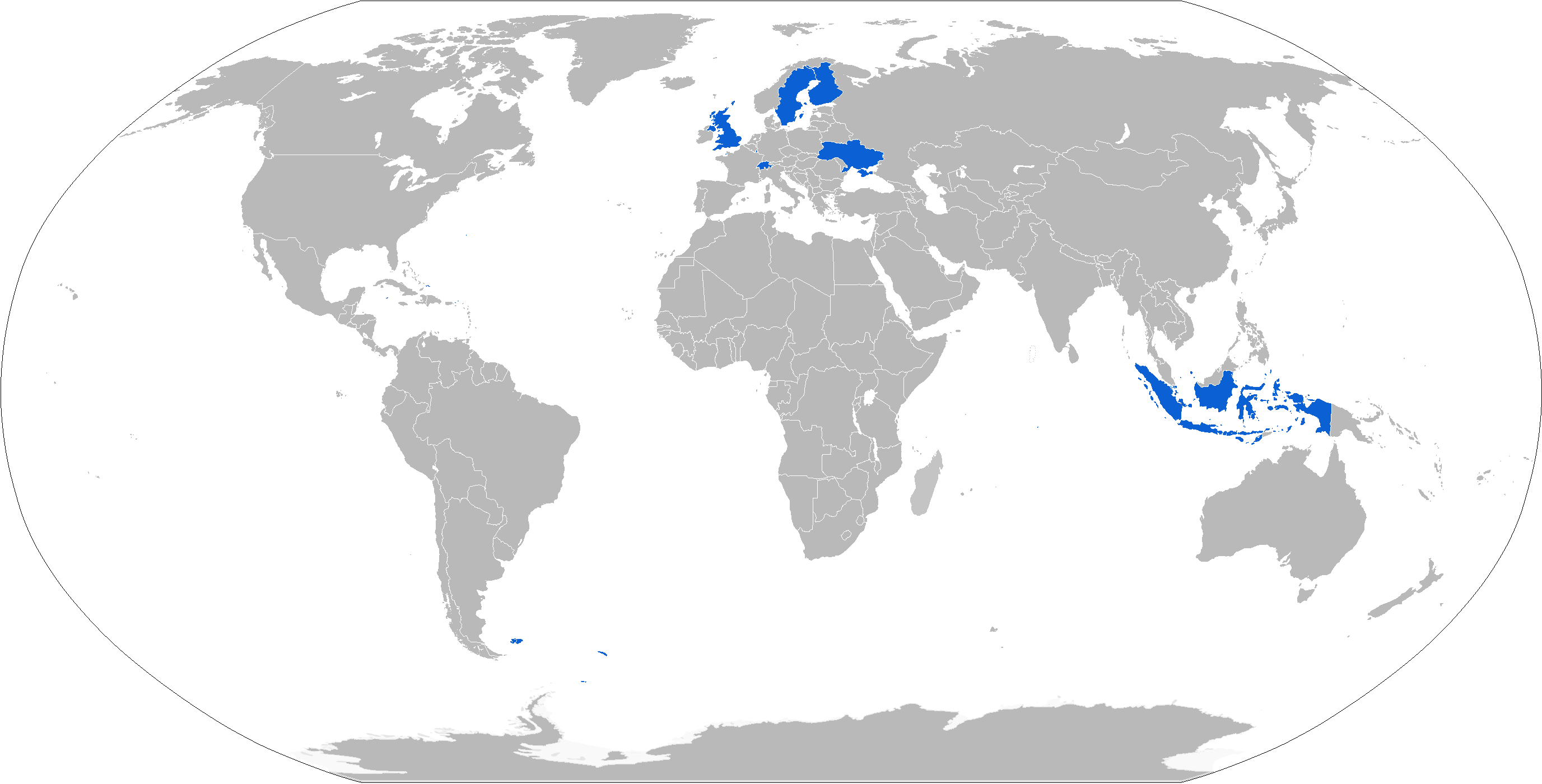
Карта операторів MBT LAW

- Фінляндія: у 2007 році оголошено про замовлення на суму €38 мільйонів.[19] Система отримала позначення 102 RSLPSTOHJ NLAW.[20]
- Індонезія: отримано 600 одиниць.[21]
- Люксембург:[22]
- Малайзія:[23]
- Саудівська Аравія: на озброєнні королівських сухопутних військ.
- Швеція: отримала позначення RB-57.[24][25]
- Швейцарія: Замовлено у 2017 році на заміну знятого з озброєння в 2008 році гранатомету M47 Dragon. Перші партії надійшли у 2018 році[26].
- Велика Британія: Система MBT LAW була визнана переможцем конкурсу на протитанкову зброю наступного покоління. Надійшла на заміну ILAW та LAW 80.[27]
- Україна: близько 2200 станом на 25 січня 2022 року[28][29]. Також 100 одиниць було надіслано Люксембургом[30]. Станом на 16 березня Велика Британія надіслала більше 4000 одиниць[31].

### Україна
17 січня 2022 року в Палаті громад Сполученого Королівства міністр оборони Великої Британії Бен Воллес під час доповіді щодо ситуації в Україні заявив, що літаками до України доставлено «легке протитанкове озброєння», яке Сполучене Королівство вирішило передати українській армії у світлі «все більш загрозливої» поведінки Росії.
За даними ЗМІ йшлося про передачу певної кількості систем NLAW.
Станом на 19 січня, за дві доби з авіабази Brize Norton до «Борисполя» здійснено шість рейсів військово-транспортних літаків Boeing C-17 Globemaster III, таким чином загальна кількість переданої зброї Україні може перевищити одну тисячу одиниць. Польоти транспортної авіації тривали й третій день поспіль.
Станом на 20 січня 2022 року Міністерство оборони Великої Британії заявило про передачу Україні тисяч легких протитанкових ракет.
25 січня 2022 року в 184-му Навчальному центрі Національної академії сухопутних військ імені гетьмана Петра Сагайдачного розпочалася підготовка (із залученням британських інструкторів) бійців Збройних Сил України до використання протитанкових ракетних комплексів NLAW.
На початку лютого 2022 року в 184-му навчальному центрі відбувалась інтенсивна підготовка військовиків окремої механізованої бригади імені Чорних Запорожців для використання гранатометів NLAW. Інтенсивну підготовку також проходили бійці окремої механізованої бригади імені кошового отамана Івана Сірка.
15 лютого підрозділи Збройних Сил України на Донбасі провели перші стрільби з комплексів NLAW та ручних гранатометів M141.
Також у лютому 2022 року всім прикордонним заставам Луганської області передано переносні протитанкові комплекси NLAW.

## В культурі
Протитанковий комплекс «NLAW» згадується у пісні «Байрактари й джавеліни» Тараса Компаніченка, присвяченій Українській війні за незалежність.

## Галерея

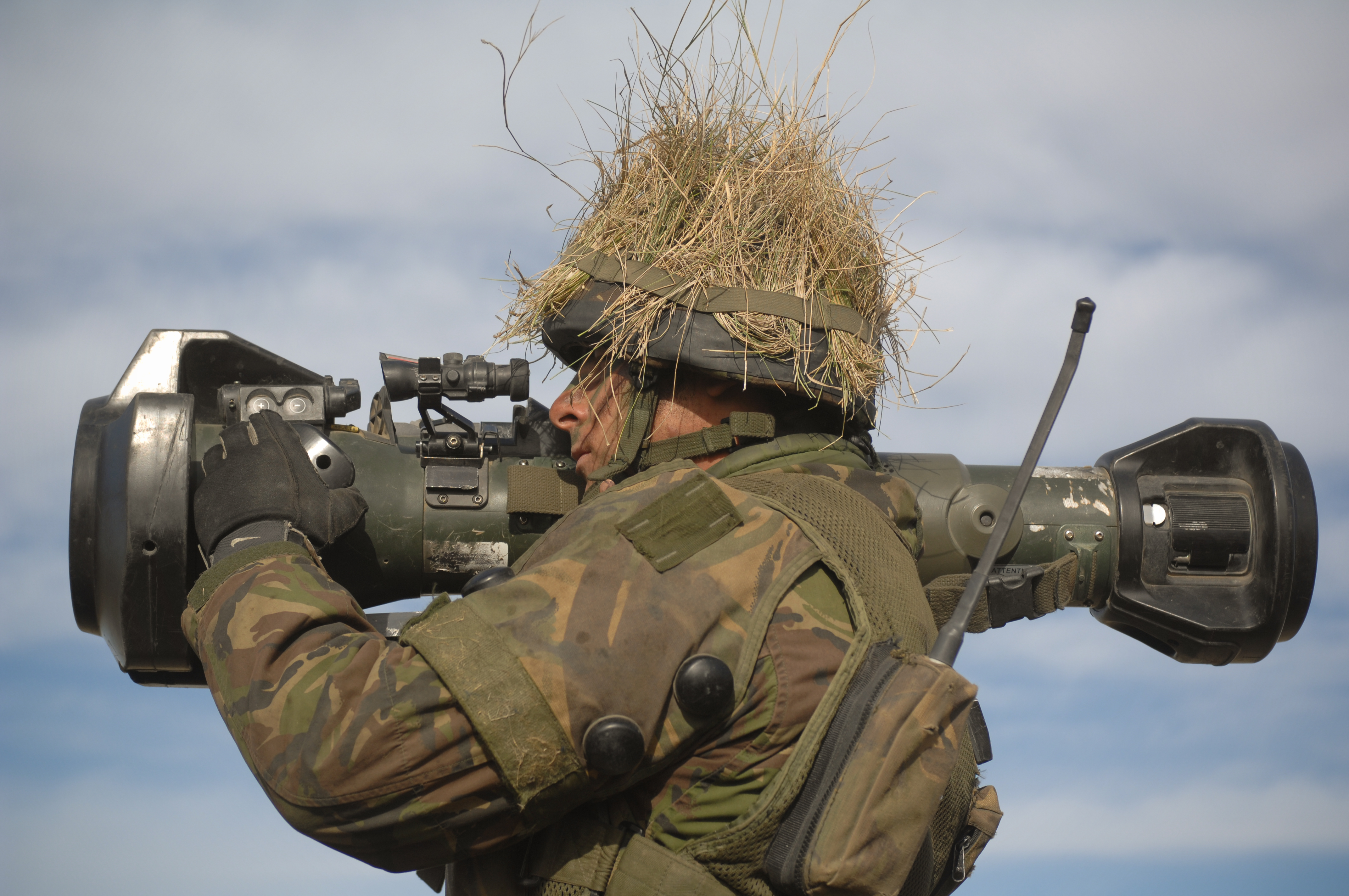
Солдат з навчальним NLAW
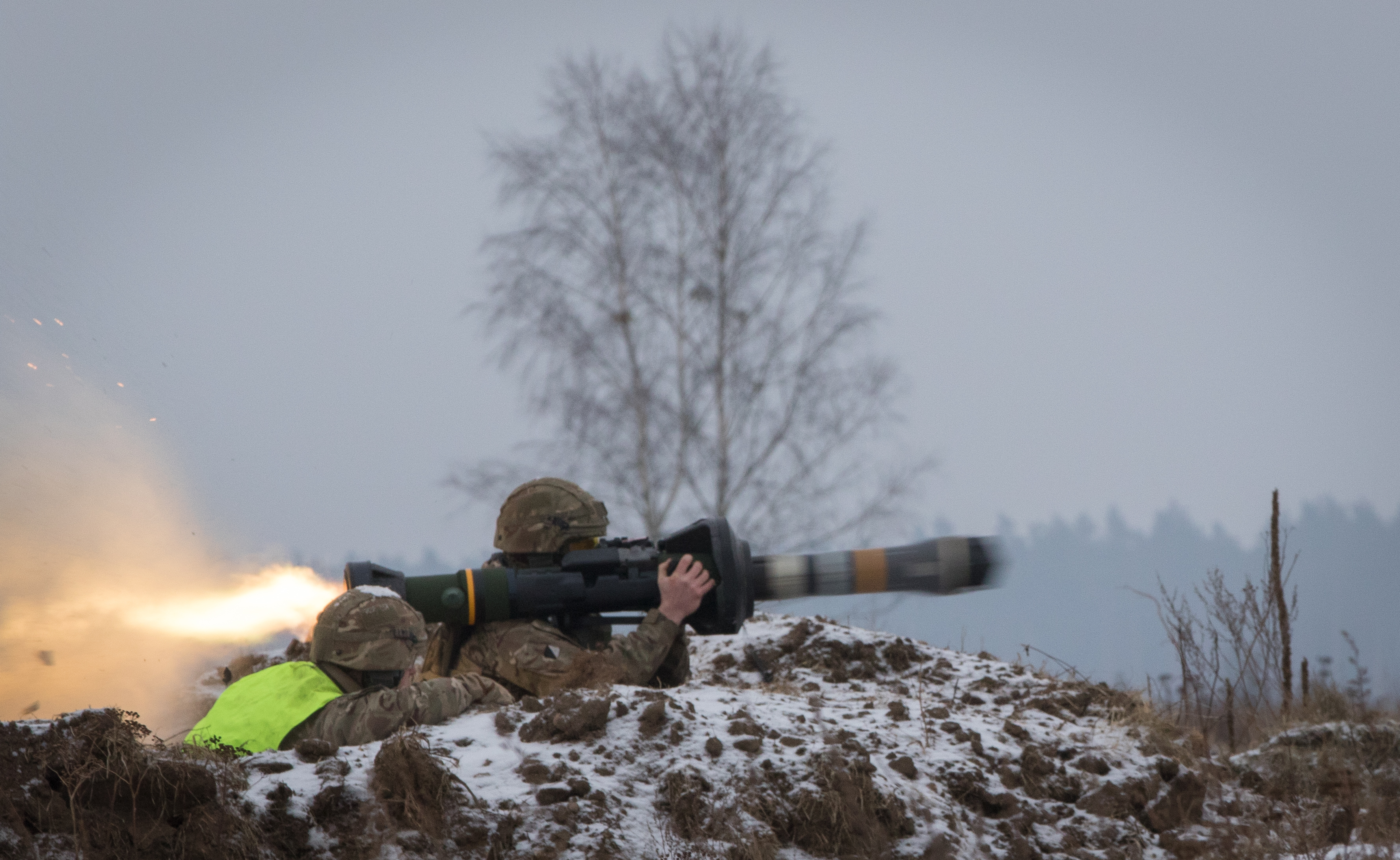
Постріл з гранатомета
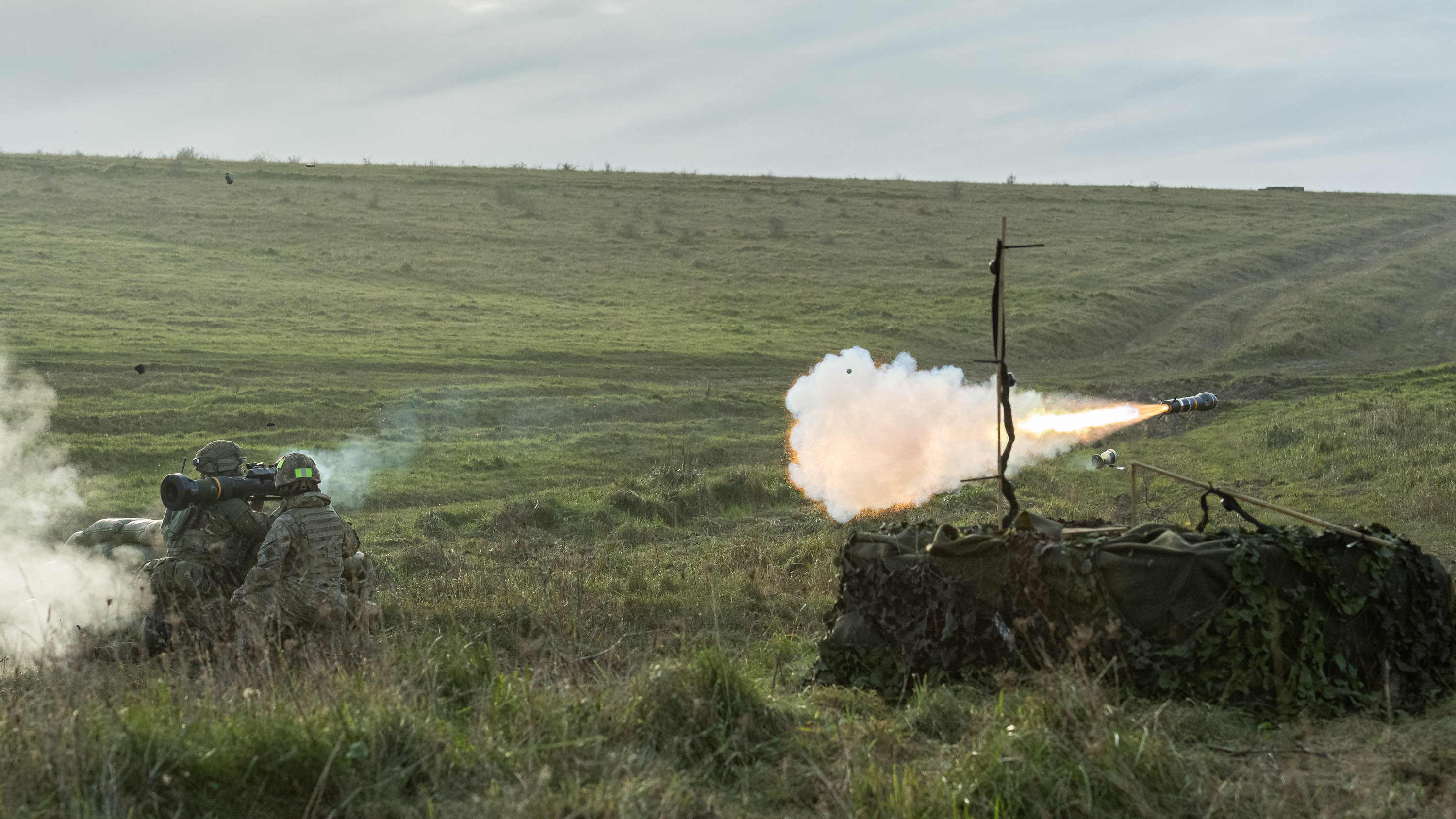
Запуск маршового двигуна ракети
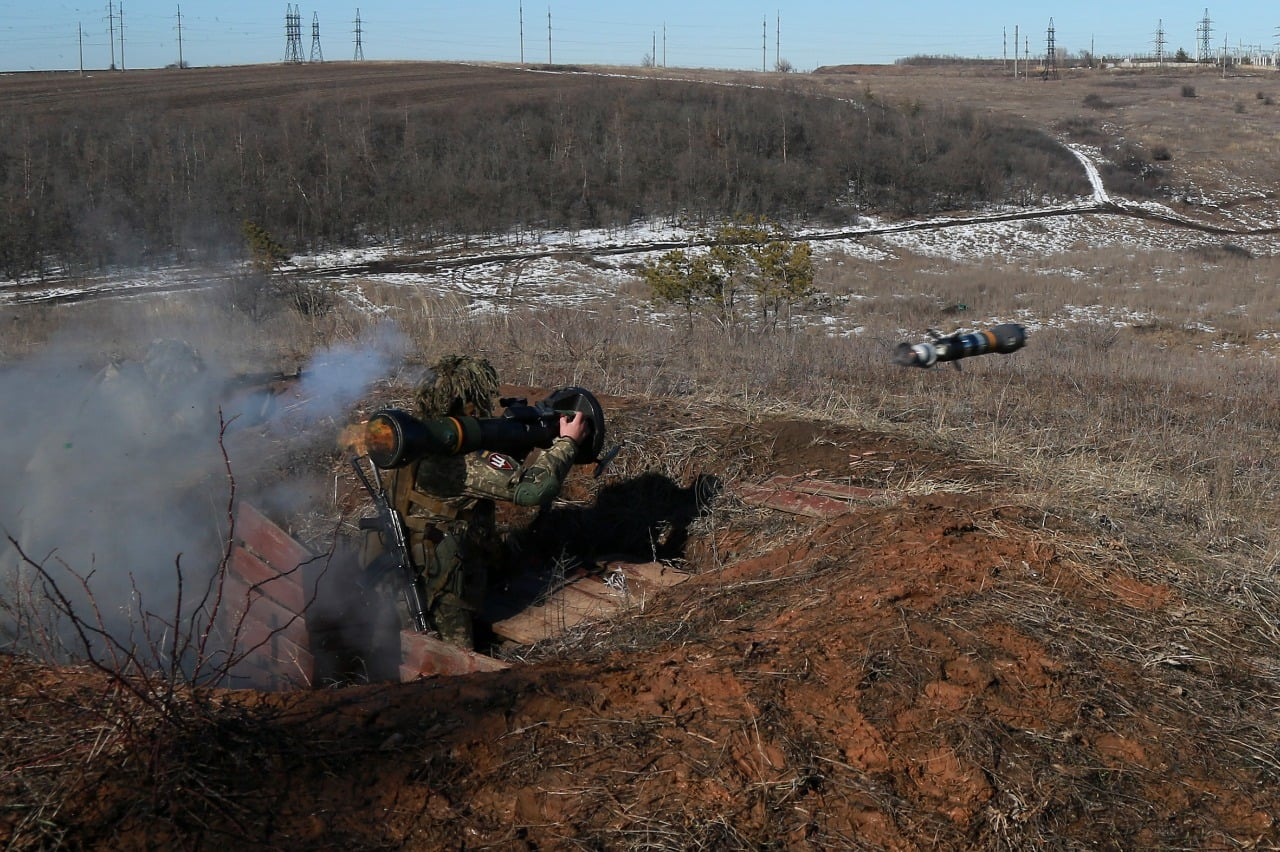
Тренування з NLAW та M141 в середині лютого 2022. Видно момент після холодного старту ракети.
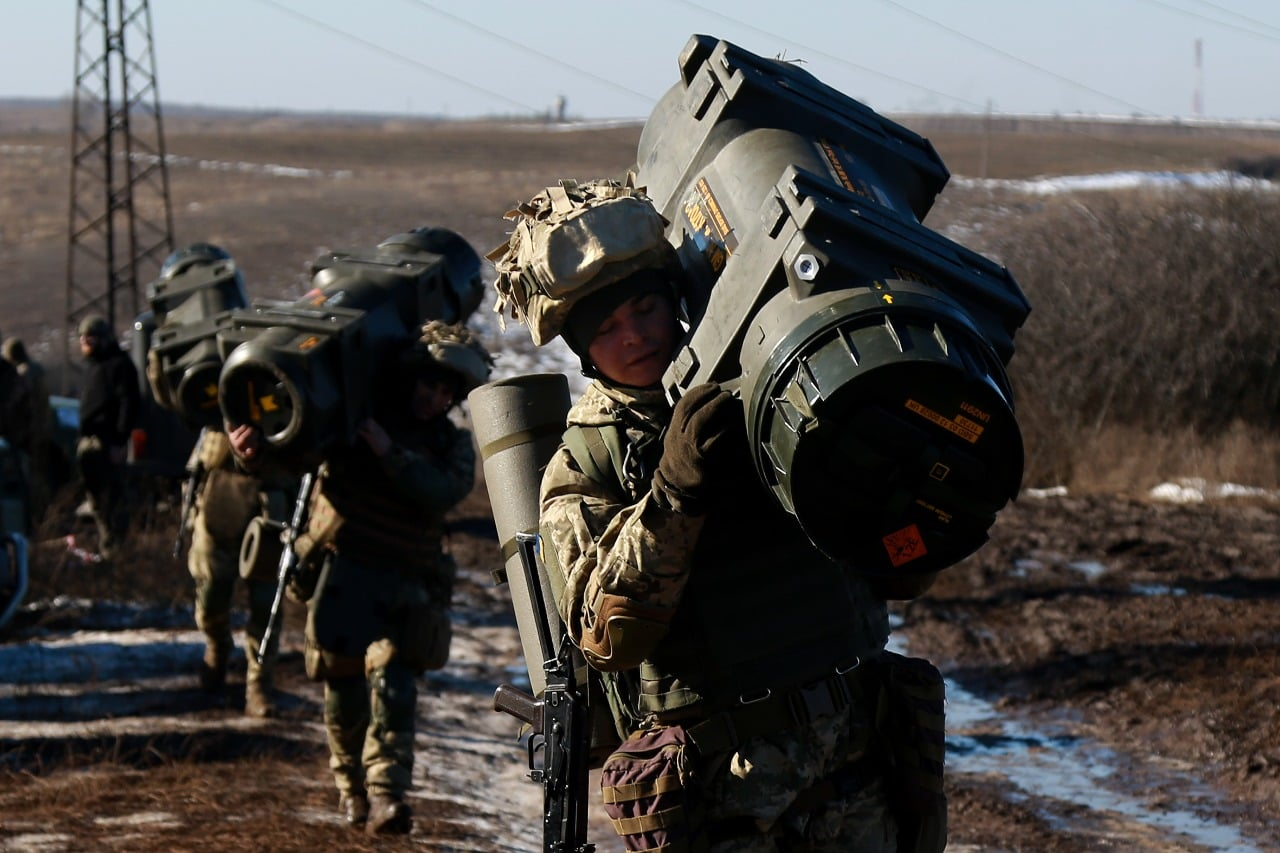
Тренування з NLAW та M141 в середині лютого 2022. NLAW на фото знаходяться в транспортних контейнерах.